# 六地蔵駅 (JR西日本・京都市営地下鉄)
六地蔵駅（ろくじぞうえき）は、京都府宇治市六地蔵奈良町にある西日本旅客鉄道（JR西日本）・京都市交通局（京都市営地下鉄）の駅である。
JR西日本の奈良線、京都市営地下鉄の東西線が乗り入れており、駅番号はJR西日本がJR-D06、京都市営地下鉄がT01。

## 概要
1992年（平成4年）に奈良線の増発のために列車交換設備を設けた新駅としてJRの駅が、2004年に地下鉄の駅がそれぞれ宇治市側に開業し、これ以降は京阪の宇治線、JR西日本の奈良線、地下鉄の東西線の3路線に同じ名称の駅が存在する。なお、地下鉄の駅は同地下鉄で唯一、京都市外に位置している。JRと地下鉄の駅は地上と地下のほぼ同位置だが、京阪の駅とは南西へ徒歩5分（距離にして約400 m）ほど離れており、両駅の連絡は山科川沿いの一般道路を経由する。
乗車カードは、JR西日本の駅は「ICOCA」、地下鉄の駅は「PiTaPa」と「スルッとKANSAI」の利用エリアに含まれている（相互利用可能のICカードはそれぞれの項目を参照）。また、地下鉄駅では「トラフィカ京カード」にも対応している。

## 歴史
JR奈良線の沿線住民の増加に伴い、現在のJR藤森駅と共に1980年（昭和55年）頃から新駅設置が検討されていた。1992年（平成4年）10月に当駅が奈良線に開業し、2004年（平成16年）11月に京都市営地下鉄東西線が醍醐駅から当駅まで延伸され、宇治市の北部ターミナル駅となった。JR六地蔵駅は、JR奈良線の第2期複線化工事の中で駅改良工事が行われ、2023年（令和5年）3月、駅舎が京都方に80 m移転した。

### 西日本旅客鉄道
- 1991年（平成3年）8月1日：駅建設工事に着手[10]。
- 1992年（平成4年）10月22日：奈良線の木幡駅 - 桃山駅間に新設開業する[4][11][12][13]。
- 1998年（平成10年）10月8日：自動改札機を設置し、供用開始[14]。
- 1999年（平成11年）5月10日：同日に実施されたダイヤ改正により、終日快速停車駅となる[15]。
- 2003年（平成15年）11月1日：「ICOCA」の利用が可能となる[16]。
- 2018年（平成30年）3月17日：駅ナンバリングが導入され、使用を開始[17]。
- 2019年（平成31年）
  - 3月8日：みどりの窓口の営業を終了[18]。
  - 3月9日：みどりの券売機プラスの供用を開始[18]。
- 2022年（令和4年）5月22日：黄檗駅 - 当駅間が複線化[19]。
- 2023年（令和5年）
  - 2月26日：当駅 - JR藤森駅間が複線化[19]。
  - 3月18日：ホーム延伸および駅舎を京都方に移転[9][20]。

### 京都市交通局
- 2004年（平成16年）11月26日：京都市営地下鉄東西線の醍醐駅 - 当駅間延伸に伴い開業[3][21][22]。
- 2007年（平成19年）4月1日：「PiTaPa」の利用が可能となる[21]。

## 駅構造

### JR西日本
島式ホーム1面2線の高架駅である。2023年3月に、ホームを京都方に80 m延伸するとともに、木津方80 mを使用廃止。駅舎を京都方に約80 m新築移転し、新たに階段1か所、エスカレーター上下各1基、エレベーター1基が設置された。コーンコースには、大善寺六角堂（六地蔵尊）をイメージした六角形の吹き抜けが設けられ、京都市営地下鉄の出入口との間約20 mは屋根のある通路で接続されている。改良工事費（概算）は14億円で、うち7億円を宇治市が負担（旧駅舎の撤去を含む）。旧駅舎の撤去を含むすべての工事は2023年度末に完了した。宇治市は、駅前広場工事、駐輪場工事を2024年度にかけて実施した。
改良前のホームは、山科川と単線から駅への分岐器が制約となり、R=400 mの曲線中にホームを作らざるを得ず、上り線に傾いて停車する列車とホームの間が広くなっていたため、様々な安全対策を講じなければならない状態だった。複線化により山科川に下り線の新橋梁が構築されたことに伴い、ホームを京都方に延伸してほぼ直線のホームになったことで、列車とホームとの隙間が狭くなったほか、ホームの傾斜の解消、ホームの幅員も4.8 - 6.0 mから6.7 - 8.0 mに拡幅され、改札内エスカレーターも上り1基から上下1基ずつの計2基に増設、階段幅員も2.3 mから2.8 mに拡張するなど安全性が高まるとともに、エレベーターが新設されて利便性も向上した。
当駅は、普通列車ならびに快速列車（快速・区間快速・みやこ路快速）の全列車が停車するダイヤとなっている。

#### のりば
| のりば | 路線   | 方向 | 行先           |
| ------ | ------ | ---- | -------------- |
| 1      | 奈良線 | 上り | 京都方面       |
| 2      | 奈良線 | 下り | 宇治・奈良方面 |

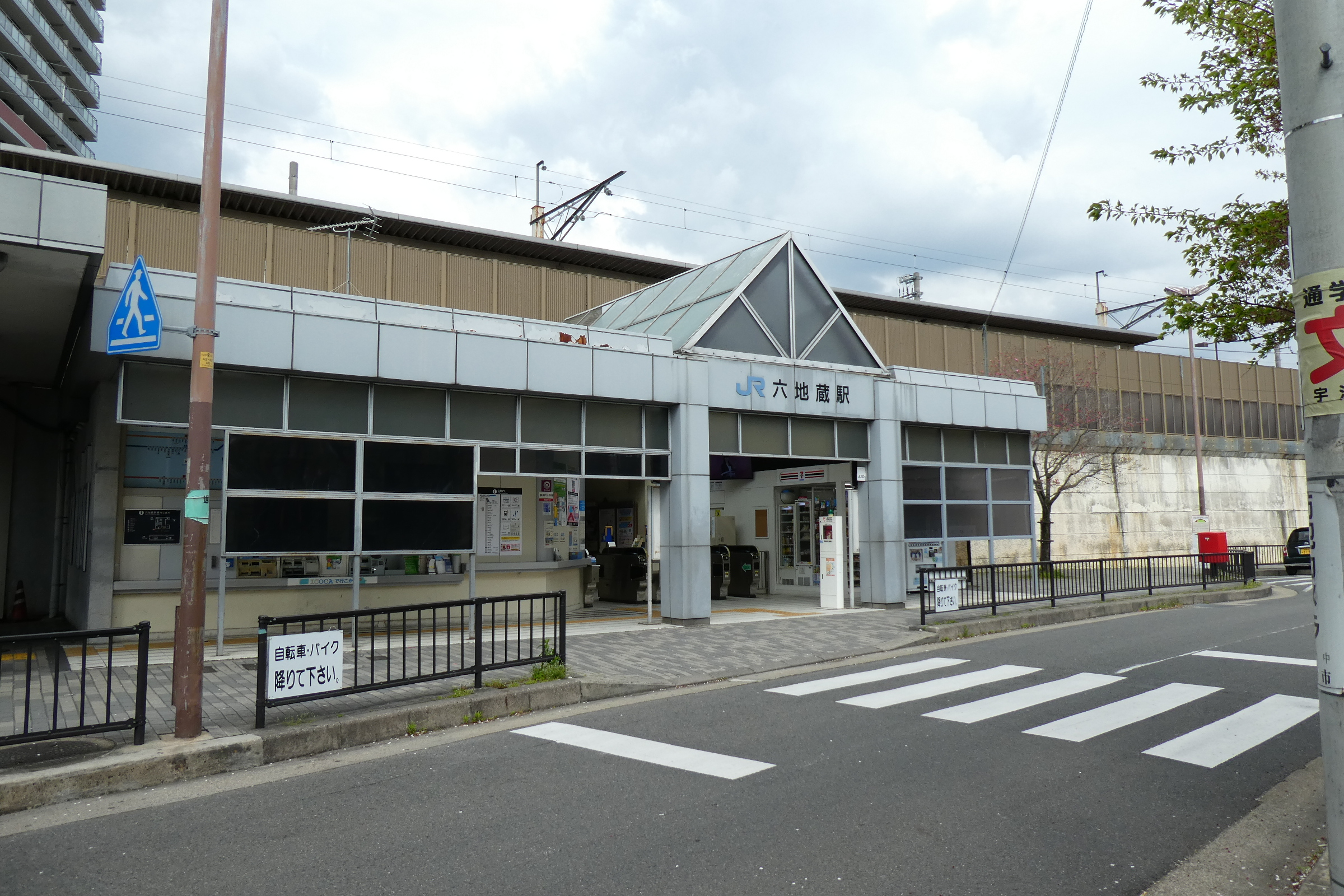
旧駅舎（2019年4月）
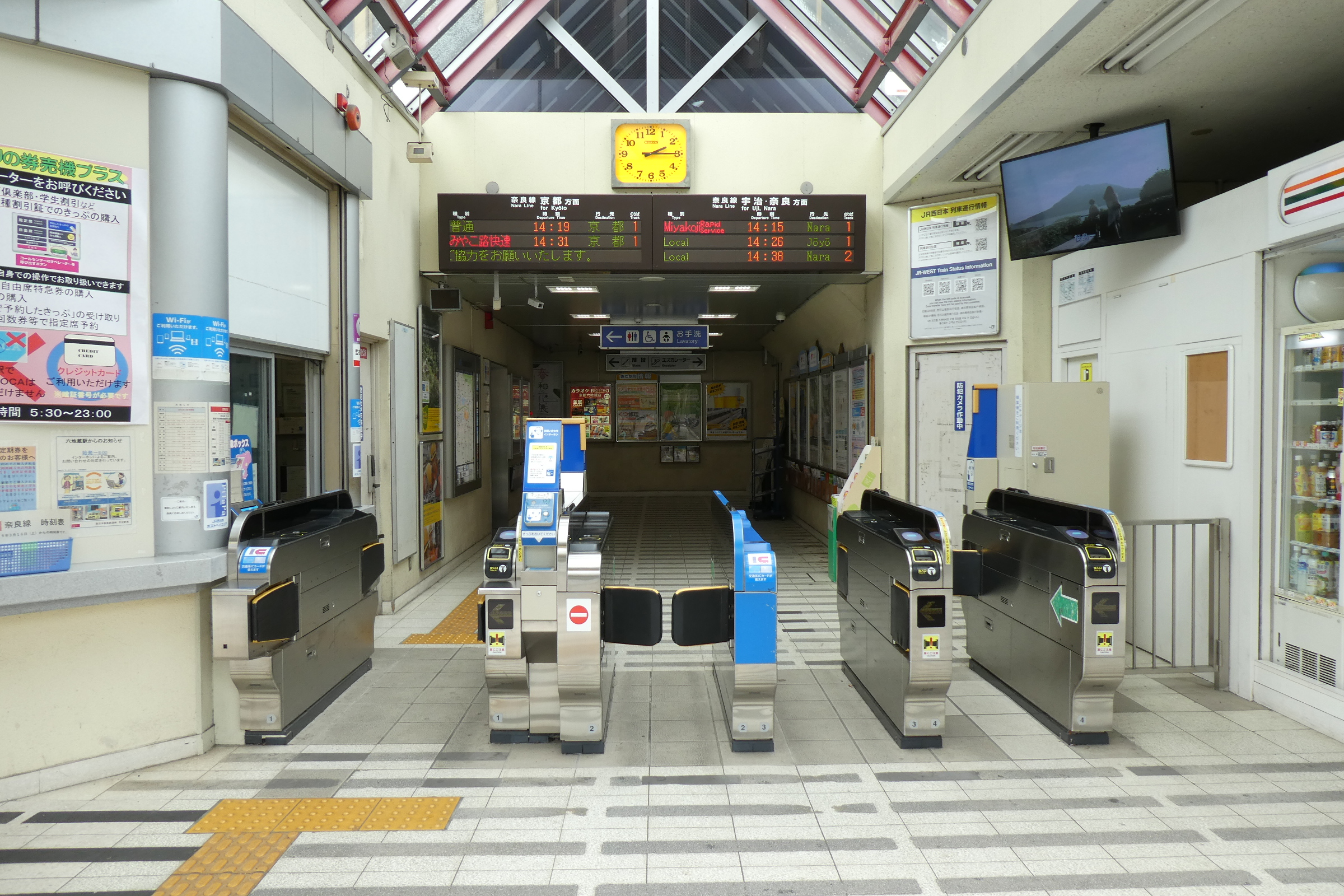
旧改札（2019年4月）
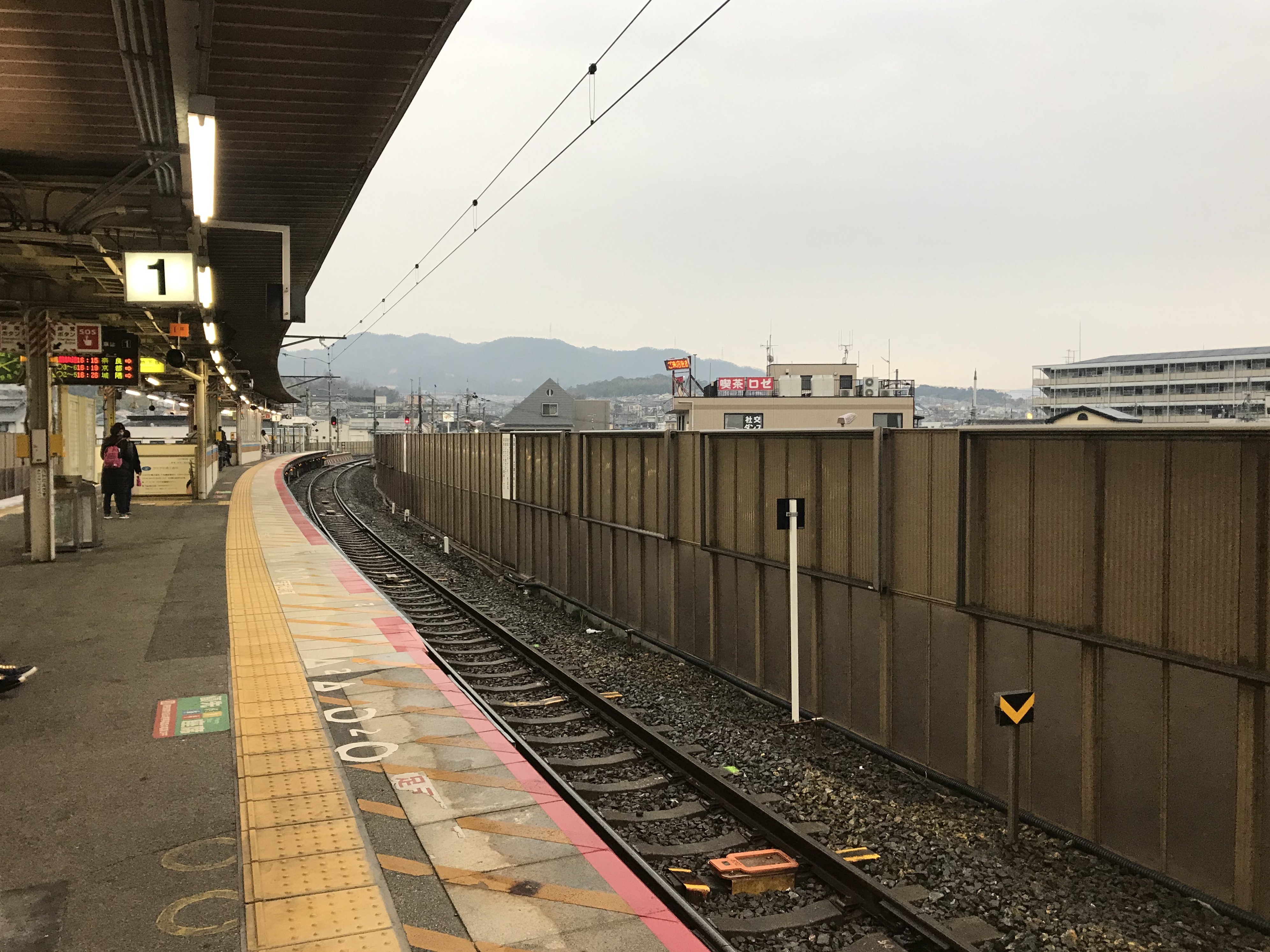
旧ホーム（2019年2月）
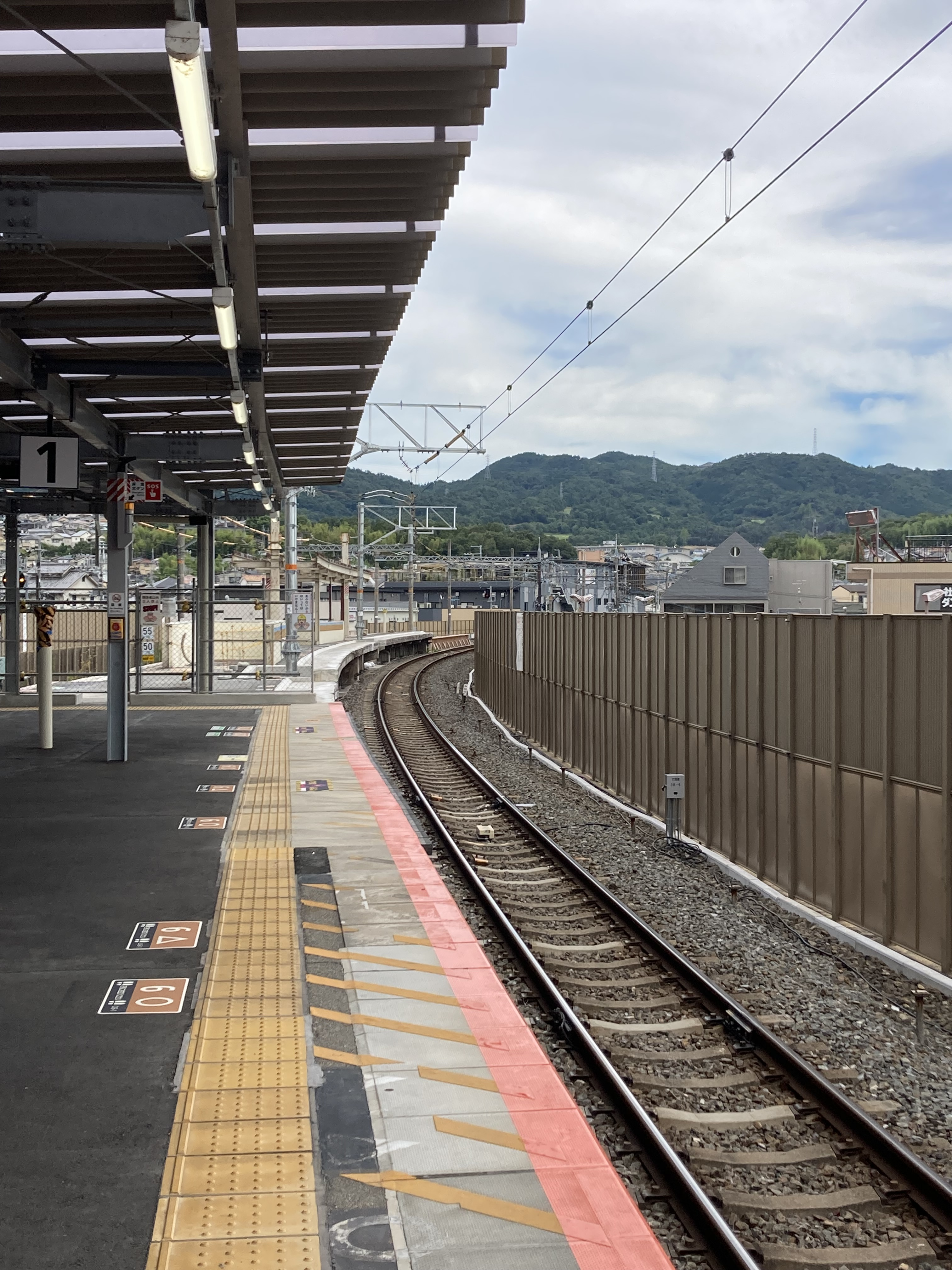
新ホーム（2023年9月）

### 京都市営地下鉄
島式ホーム1面2線を有する地下駅で、ホームドアが設置されている。改札口は1箇所のみ。トイレは改札内奥。京都市営地下鉄の駅としては唯一、京都市外に所在している。ホーム北側には留置線が設けられており夜間留置が設定されている。
東西線の駅は駅ごとにステーションカラーが制定されており、当駅のステーションカラーは■勿忘草色である。また、「T01」の駅番号が付与されている。
京阪の六地蔵駅では同じ京阪である京津線の乗車券は発売していないが、当駅では御陵駅経由の連絡乗車券を発売している。出入口は4つあり、うち3つは京都府道7号京都宇治線と外環状線のT字路交差点側に位置する。残りの1つは、JR駅のロータリー部分に至る。

#### のりば
| のりば | 路線   | 方向 | 行先                 |
| ------ | ------ | ---- | -------------------- |
| 1・2   | 東西線 | 下り | 山科・太秦天神川方面 |

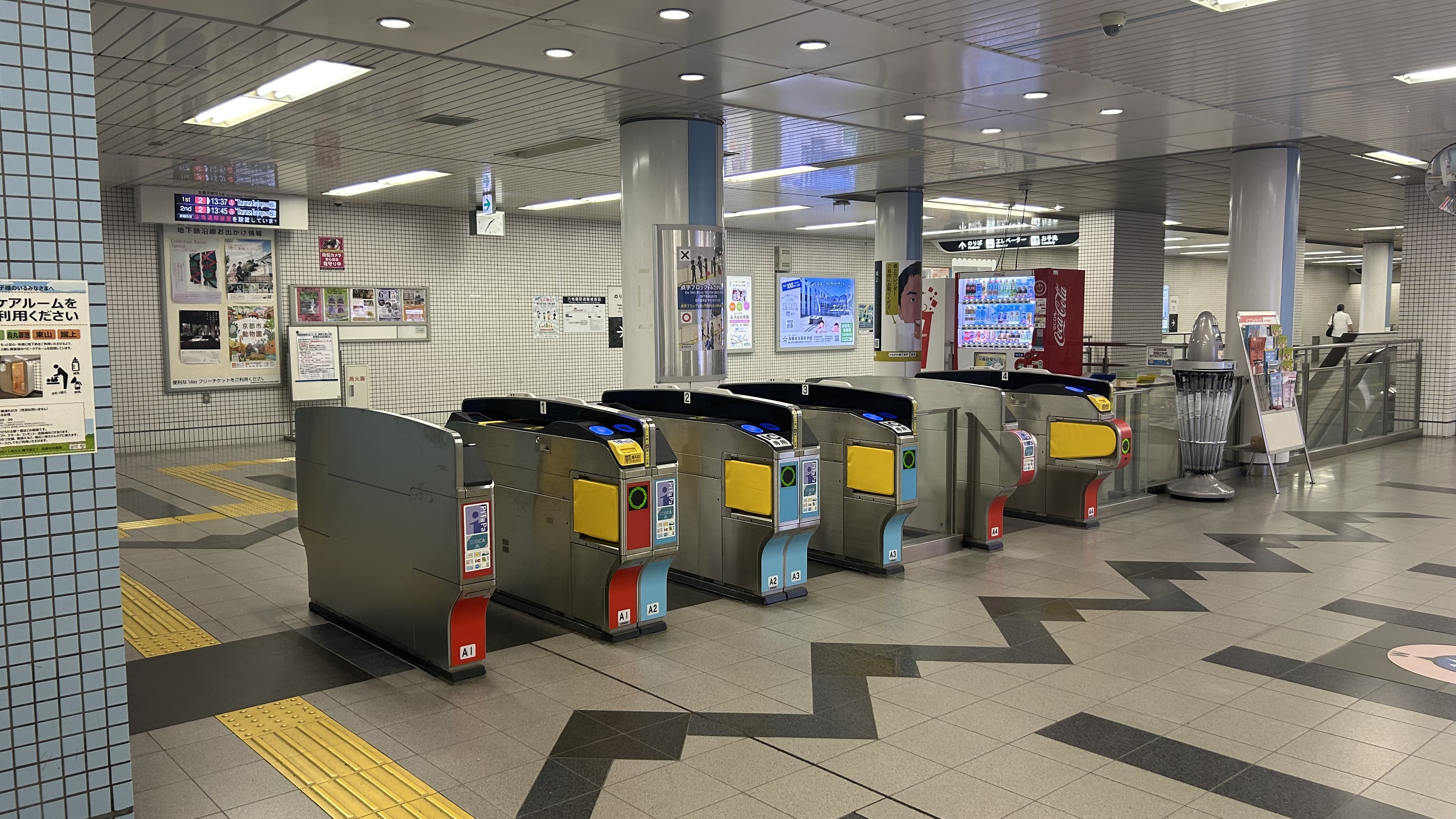
改札口。ステーションカラーの勿忘草色がタイルに使われている
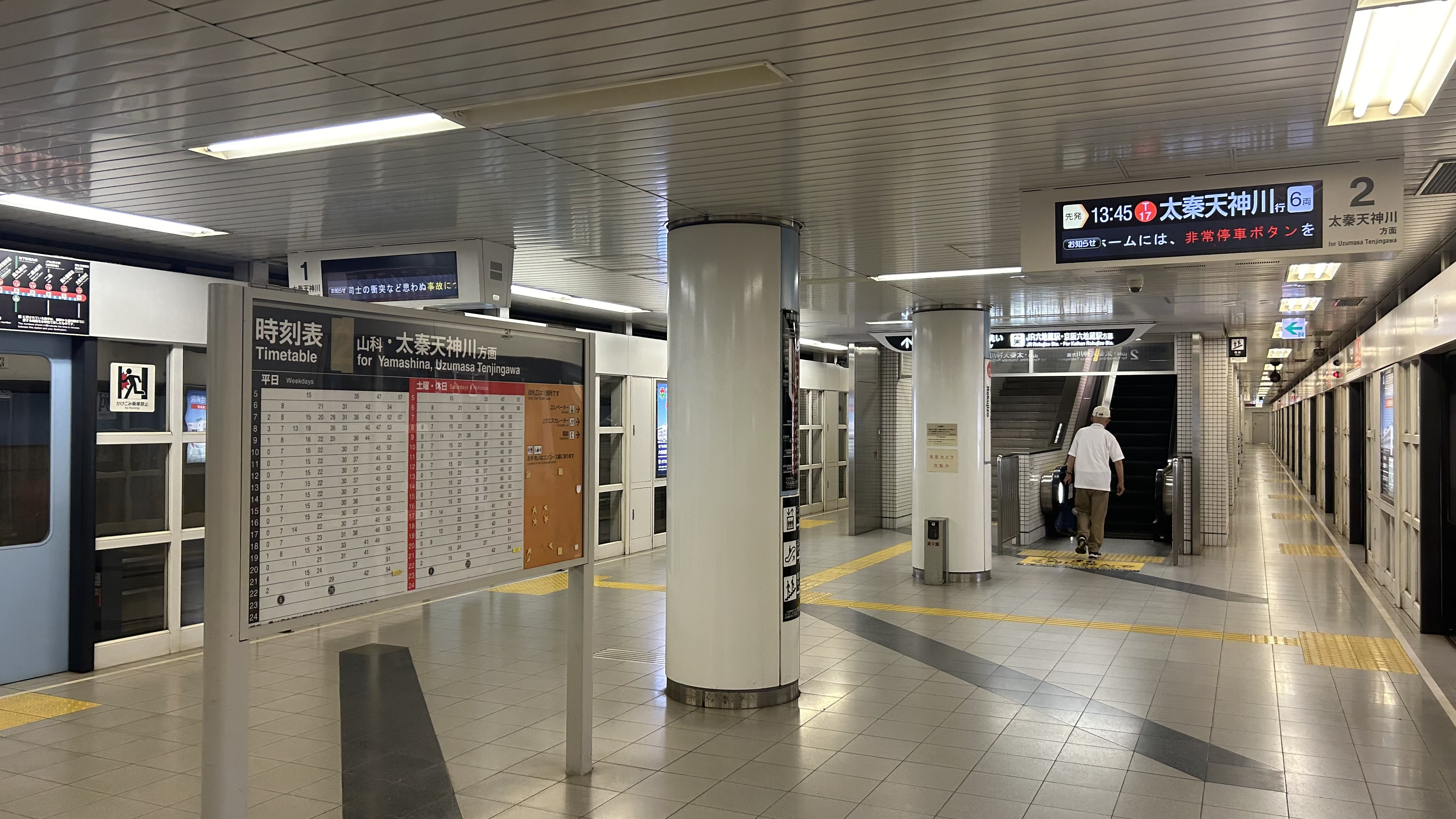
ホーム
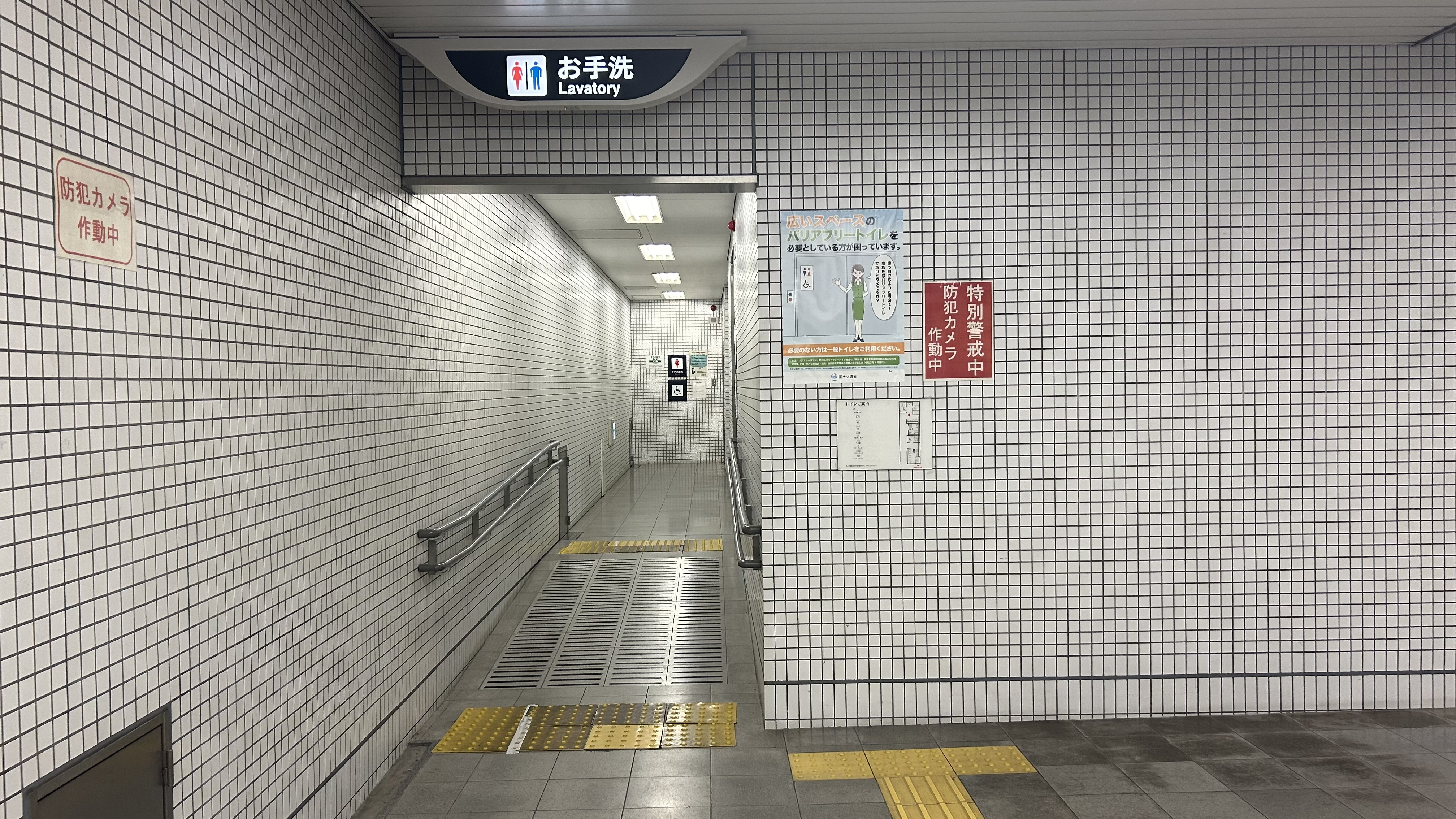
トイレ
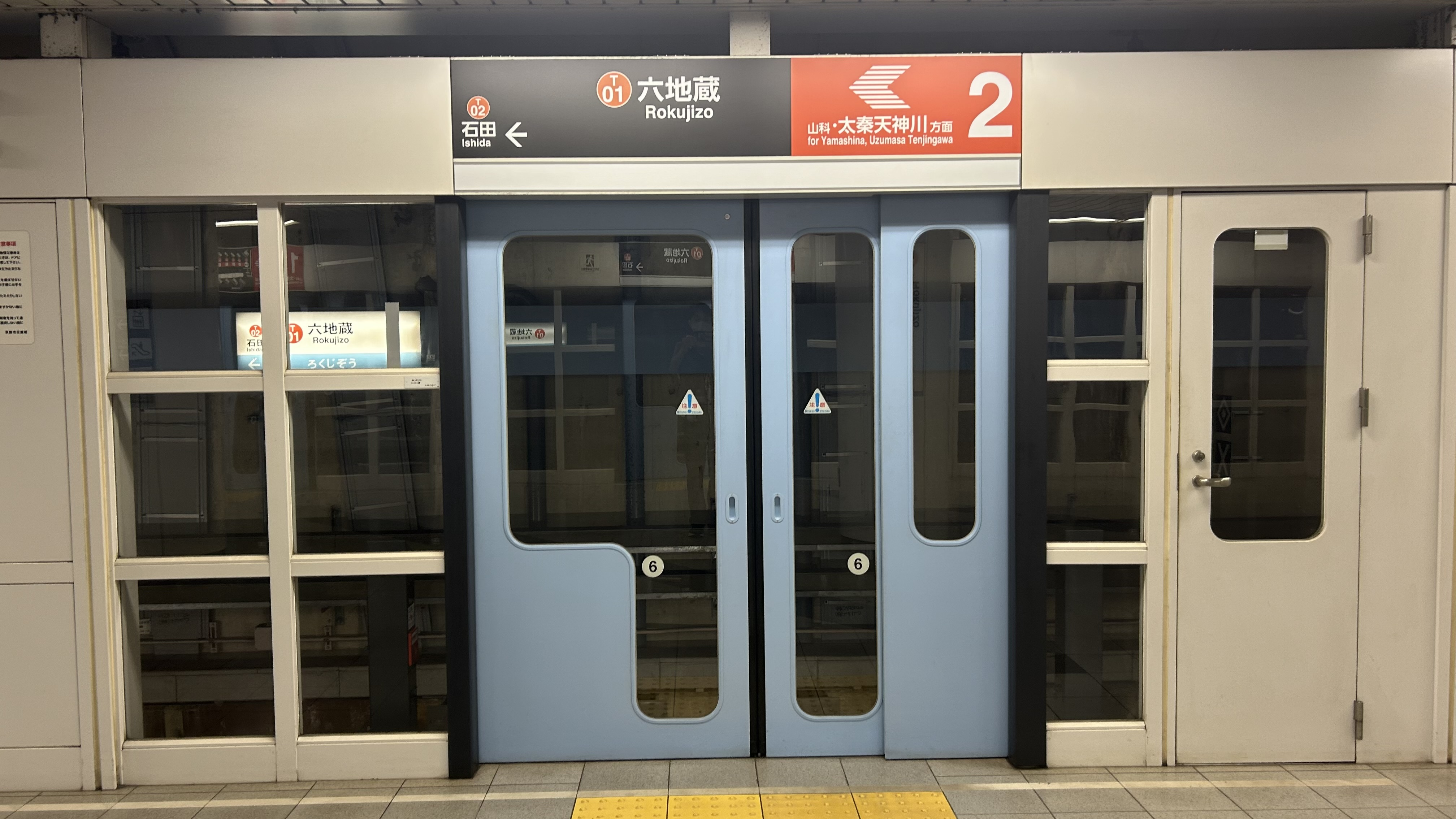
ホームドアと駅名標

#### 出口
| 出口番号 | 方角 | 出口周辺                                     | 接続改札 | 備考             |
| -------- | ---- | -------------------------------------------- | -------- | ---------------- |
| 1        | -    | JR・京阪六地蔵駅                             | 改札口   | エレベーターあり |
| 2        | 南東 | 宇治市立木幡小学校                           | 改札口   | エレベーターあり |
| 3        | 北西 | 六地蔵交番・六地蔵総合病院・大善寺・乃木神社 | 改札口   | エレベーターあり |
| 4        | 北東 | UR醍醐石田団地                               | 改札口   | エレベーターあり |

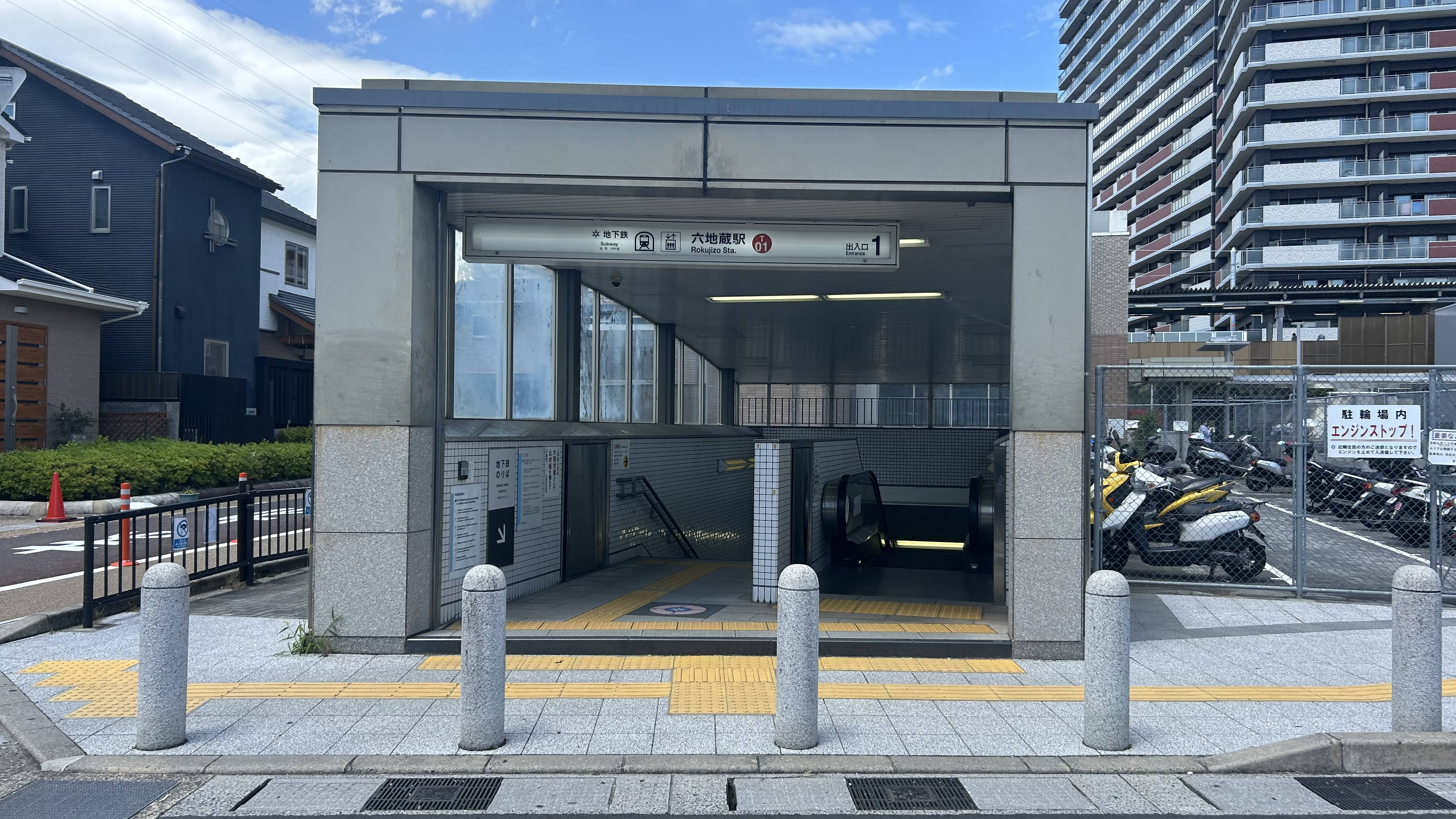
1番出入口
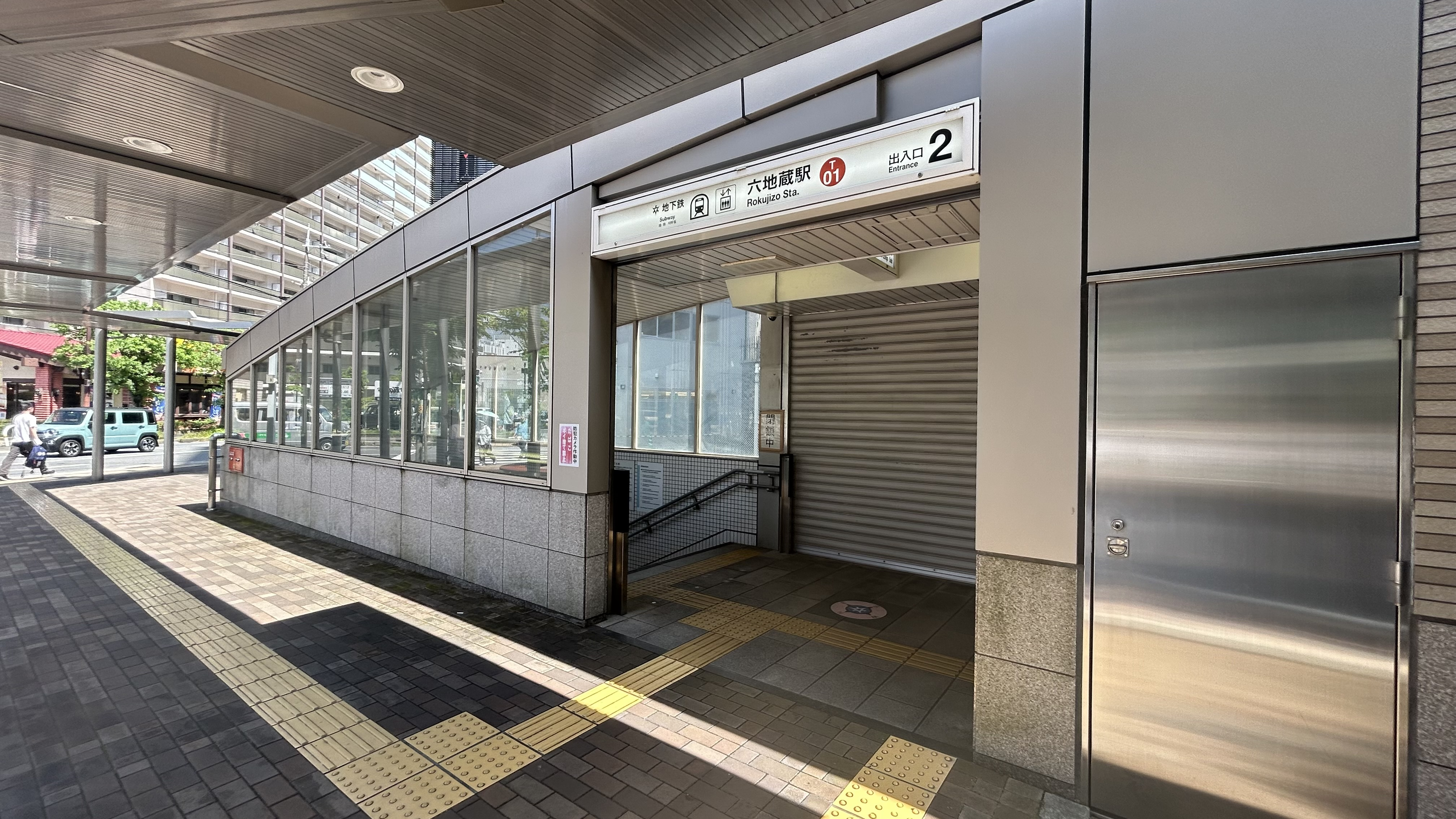
2番出入口
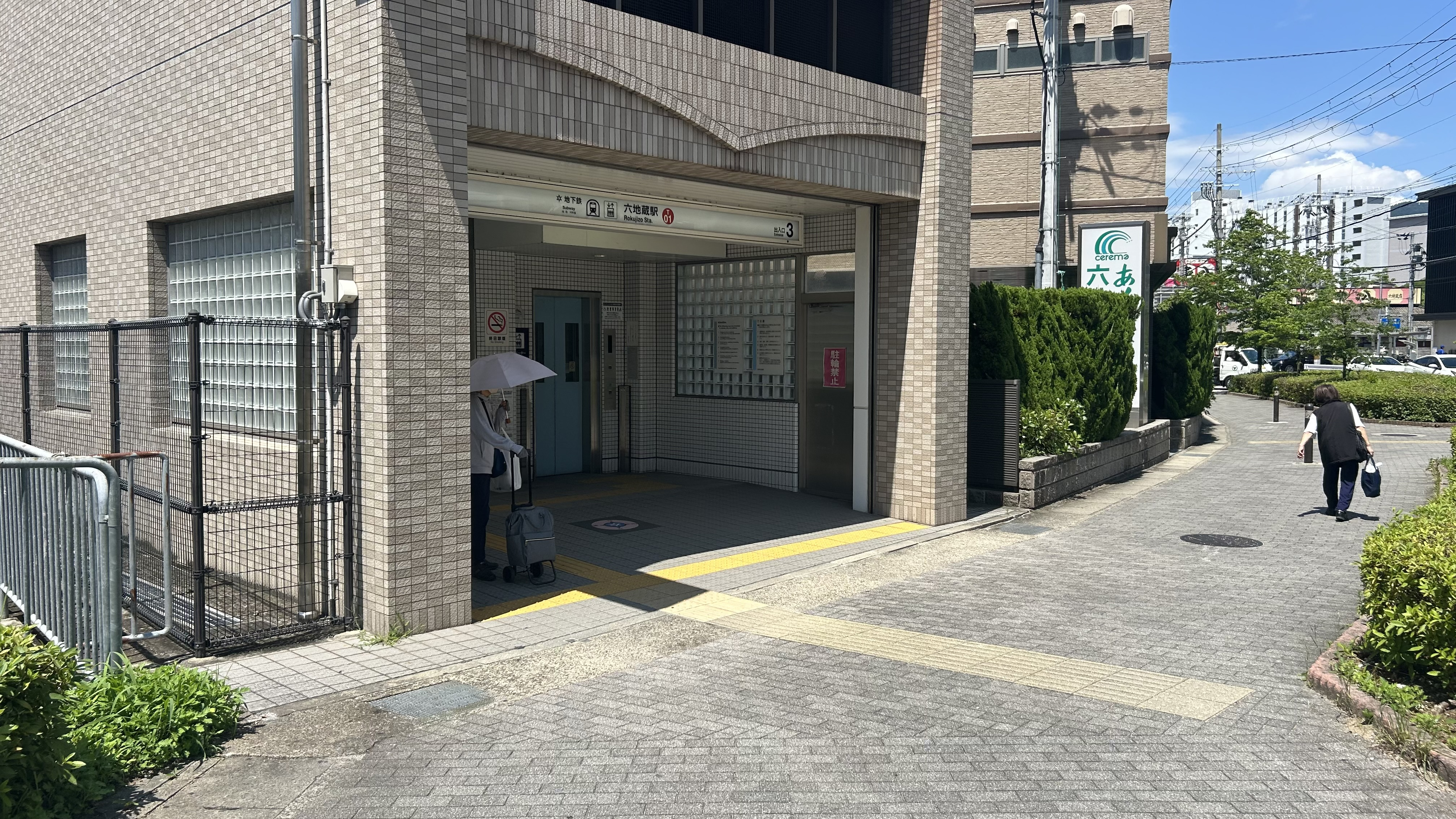
3番出入口
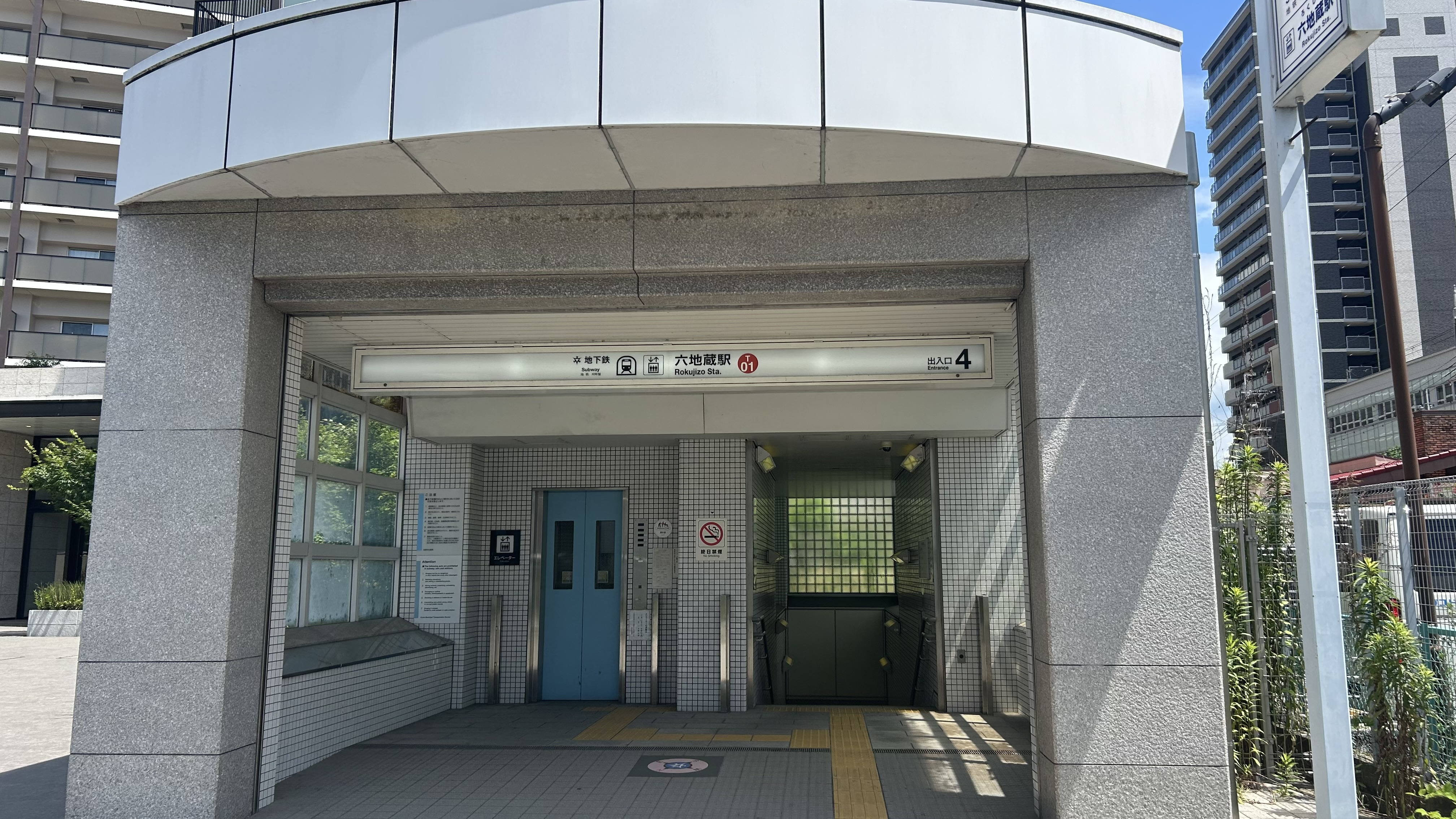
4番出入口

## 利用状況
利用者数の推移は下記の通り。
| 年度   | JR西日本 | JR西日本 | 京都市営地下鉄 | 京都市営地下鉄 |
| 年度   | 乗車人員 | 乗降人員 | 乗車人員       | 乗降人員       |
| ------ | -------- | -------- | -------------- | -------------- |
| 1999年 | 5,270    |          |                |                |
| 2000年 | 5,342    |          |                |                |
| 2001年 | 5,795    |          |                |                |
| 2002年 | 6,126    |          |                |                |
| 2003年 | 6,374    |          |                |                |
| 2004年 | 6,416    |          | 5,508          | 11,159         |
| 2005年 | 6,523    |          | 5,632          | 11,226         |
| 2006年 | 6,647    |          | 5,683          | 11,312         |
| 2007年 | 6,706    |          | 5,742          | 11,415         |
| 2008年 | 6,822    |          | 5,775          | 11,458         |
| 2009年 | 6,789    |          | 5,816          | 11,534         |
| 2010年 | 6,945    |          | 5,837          | 11,568         |
| 2011年 | 7,232    |          | 5,929          | 11,751         |
| 2012年 | 7,394    |          | 6,042          | 11,974         |
| 2013年 | 7,658    |          | 6,222          | 12,330         |
| 2014年 | 7,581    |          | 6,387          | 12,658         |
| 2015年 | 7,751    |          | 6,597          | 13,073         |
| 2016年 | 7,638    |          | 6,683          | 13,243         |
| 2017年 | 7,556    |          | 6,710          | 13,297         |
| 2018年 | 7,493    |          | 6,900          | 13,673         |
| 2019年 | 7,530    | 15,060   | 6,969          | 13,812         |
| 2020年 | 5,915    | 11,832   | 5,282          | 10,479         |
| 2021年 | 6,225    | 12,452   | 5,436          | 10,769         |
| 2022年 | 6,940    | 13,882   | 5,845          | 11,458         |
| 2023年 | 7,587    | 15,174   | 6,501          | 12,773         |
| 2024年 |          |          |                | 13,283         |

## 駅周辺
- 大善寺 - 京都六地蔵の一つ、駅名・地名の由来。
- 京都外環状線
- 京都府道7号京都宇治線
- 京都府道36号大津宇治線（奈良街道）
- 京都府道128号六地蔵停車場線
- 宇治第一交通六地蔵営業所
- MOMOテラス（元近鉄百貨店桃山店）
- 京都市営小栗栖団地
- 京都府営小栗西栖団地
- 醍醐石田団地
  - 京都市立石田小学校
- 東部クリーンセンター - 2013年3月より休止中[33]。
- 京都市醍醐図書館
- 石田水環境保全センター
- イズミヤショッピングセンター六地蔵
- 六地蔵総合病院
- 東宇治浄化センター
- 宇治市立木幡小学校
- 河原青少年センター
- コミュニティワークこはた館

## バス路線
最寄りのバス停は、「JR六地蔵」および「JR六地蔵北口」である。2024年3月末までは京都京阪バスも発着していたが、撤退した。
西行
- 京阪六地蔵
- （京都橘大学急行線）直通9号経路：丹波橋駅東

東行
- 直通9号経路：京都橘大学
- 上記の11号経路及び22・22A号経路

南行
- 上記の13・18号経路

## 隣の駅
西日本旅客鉄道（JR西日本）
 奈良線
■みやこ路快速・■快速・■区間快速
東福寺駅 (JR-D02) - 六地蔵駅 (JR-D06) - 宇治駅 (JR-D09)
- 正月ダイヤ時などには、みやこ路快速と区間快速が稲荷駅に臨時停車する。

■普通
桃山駅 (JR-D05) - 六地蔵駅 (JR-D06) - 木幡駅 (JR-D07)
京都市営地下鉄
 東西線
六地蔵駅 (T01) - 石田駅 (T02)
- 括弧内は駅番号を示す。